# Abla Mehio Sibai
Abla Mehio Sibai est une épidémiologiste libanaise. Elle enseigne à la Faculté des sciences de la santé à l'Université américaine de Beyrouth.

## Biographie
Sibai soutient sa thèse de doctorat en 1997 à la London School of Hygiene and Tropical Medicine.
Avec Cynthia Myntti, elle co-fonde l'Université pour seniors de l'UAB en 2010 .
Elle est l'auteur de plus de 250 articles et rapports, majoritairement sur le vieillissement et les seniors.
En 2020, elle reçoit le Prix L'Oréal-Unesco pour les femmes et la science pour ses travaux pionniers et son engagement en faveur de l’amélioration du vieillissement en bonne santé dans les pays à faible et moyen revenu et pour leur impact sur les politiques et programmes sanitaires et sociaux,.